# Břek u Horního hradu
Břek u Horního hradu je památný strom v osadě Horní Hrad, část obce  Krásný Les v přírodním parku Stráž nad Ohří v okrese Karlovy Vary v Karlovarském kraji. Jeřáb břek (Sorbus torminalis) se nachází pod Horním hradem, po kterém se píše s malým “h“. Roste na neúrodné půdě v hustém porostu keřů a stromů, v příkrém svahu v nadmořské výšce 460 m nad pravým břehem Osvinovského potoka. Je nejstarším jeřábem břekem Karlovarského kraje. Dojem starobylosti zvýrazňují porosty mechu, pokrývající kmen i větve.
Obvod kmene je 240 cm a koruna dosahuje výšky 17 m (měření 1984). 
Chráněn od roku 1986 pro svůj vzrůst, věk a dendrologickou hodnotu.

## Stromy v okolí
- Břek v Pekelském údolí I
- Buk k Osvinovu
- Duby u Panské louky
- Jasan u kovárny